# 慎重穆
慎 重穆（シン・ジュンモク、朝鮮語: 신중목/愼重穆、1902年7月1日 - 1982年12月31日）は、大韓民国の政治家。昌原郡守、居昌郡守、第2代韓国国会議員、第7代農林部長官を歴任した。
号は素岡（ソガン、소강）。本貫は居昌慎氏。

## 経歴
慶尚南道居昌郡南上面出身。1918年に早稲田大学政経科を修了した後は居昌郡庁で勤務していた。1932年に居昌郡書記として勤務する時には賄賂事件により懲役10か月の刑を宣告された。その後は1936年に創立された居昌薬酒合名会社の支配人を務め、1937年と1938年の朝鮮酒類品評会で優等賞を獲得した。1938年には居昌邑で郡内初の養魚場を開設し、養魚を行った。また、1922年に創立された居昌印刷所の後身として出発した合資会社東光社に投資し、運営に参加した。1939年、定員11人の居昌邑協議員選挙に出馬し当選した。
米軍政期の1945年10月には居昌郡守に任命されたが、朝鮮建国準備委員会居昌支部の後身である居昌人民委員会は別の郡守を任命した。その後、米軍政は人民委員会が任命した郡守を罷免し、人民委員会側に対して弾圧を行ったため、居昌郡で左右翼の葛藤が深刻になった。その後、1946年11月に南朝鮮過渡立法議院の慶尚南道代議員に当選した。1948年の初代総選挙では大韓独立促成国民会選挙後援会の推薦を受けて出馬したが、表鉉台に敗れて落選した。
1949年に国民会居昌郡支部長、国民会慶南大会臨時執行委員会議長、国民会慶南本部副委員長を経て、1950年の第2代総選挙では居昌郡選挙区から右翼寄りの無所属で出馬して当選した。国会議員在職中の1951年3月には大韓青年団居昌郡団長からの知らせにより地元で大量虐殺事件が発生したことを知り、3月29日（3月10日の説もある）に国会本会議で居昌郡で発生した国軍による民間人虐殺事件を暴露し、真相の報告と究明を要求した。その後は現地調査団に参加して調査を行った。
1952年8月29日から1953年9月9日までは李承晩政権で第7代農林部長官を務め、在任中に農業団体の再編、協同組合の設置、立稲先売制の撤廃などの食糧増産のための緊急計画を推進した。退任後は大韓農民会最高委員に任命された。1954年の第3代総選挙では自由党から出馬したが、民国党の慎道晟に敗れ落選した。1955年12月に自由党を離れ、共和党に参加した。
1960年7月11日に農協中央会会長に当選し、翌年3月まで務めた。1963年4月に韓国農民自主総連盟の総裁に選出された。1967年には新民党の運営委員に選ばれたが、第7代総選挙ではまた落選した。1971年1月に新党の国民党に参加した。1981年に農漁民の権益代表を標榜した民主農民党創党準備委員会委員長と忠武会理事などを務め、2月に民主農民党総裁に選出された。1982年12月31日、持病によりソウルで81歳で死去した。

## 記念
居昌郡神院面にある居昌事件追慕公園には慎重穆の功労碑がある。